# Zaire
Zaire, oficialmente la República del Zaire (en francés: République du Zaïre), era el nombre con el que fue conocido entre el 27 de octubre de 1971 y el 17 de mayo de 1997 el país africano actualmente llamado República Democrática del Congo. El nombre del Zaire le fue dado durante el gobierno de Mobutu Sese Seko, quien lo gobernó con mano de hierro durante una larga dictadura, y de quien emanaba el sistema político y la ideología característica del Estado. 
La inestabilidad y las rebeliones que asolaron al Congo hasta 1965 culminaron con la toma del poder por parte del teniente general Mobutu Sese Seko, entonces Comandante en Jefe del Ejército congoleño. Mobutu se autoproclamó presidente por cinco años y en 1970 consolidó su poder al ser elegido presidente sin oposición. En 1971 se adoptó el nuevo nombre del Estado, con la proclamación oficial de la denominación: República del Zaire. Este nombre y los nuevos símbolos nacionales se mantuvieron hasta 1997, cuando al final de la Primera Guerra del Congo Mobutu fue derrocado y huyó del país. Al asumir la presidencia del país el líder guerrillero Laurent-Désiré Kabila proclamó la República Democrática del Congo y recuperó su propio nombre.

## Etimología
La palabra Zaire (Zaïre en francés) proviene del portugués y tiene su origen en una errónea pronunciación del término kikongo nzere o nzadi («el río que traga todos los ríos»).

## Historia

### La Segunda República
Mobutu, para justificar su toma del poder en 1965, resumió, posteriormente, el estado de la Primera República como «caos, desorden, negligencia e incompetencia». El rechazo del legado de la Primera República fue mucho más allá de la pura retórica. En los primeros dos años de su existencia, el nuevo régimen asumió la urgente tarea de construcción y consolidación política y crear las bases de legitimidad del nuevo estado, conformado con un partido único. Otro paso imprescindible fue ensanchar la influencia del estado en los campos social y político, un proceso que empezó en 1970 y culminó con la adopción de una nueva constitución en 1974. En 1976, sin embargo, este esfuerzo había comenzado a engendrar sus propias contradicciones internas y preparó el terreno para el surgimiento del Bula Matadi, un sistema represivo y brutal.

### El autoproclamado Padre de la Nación

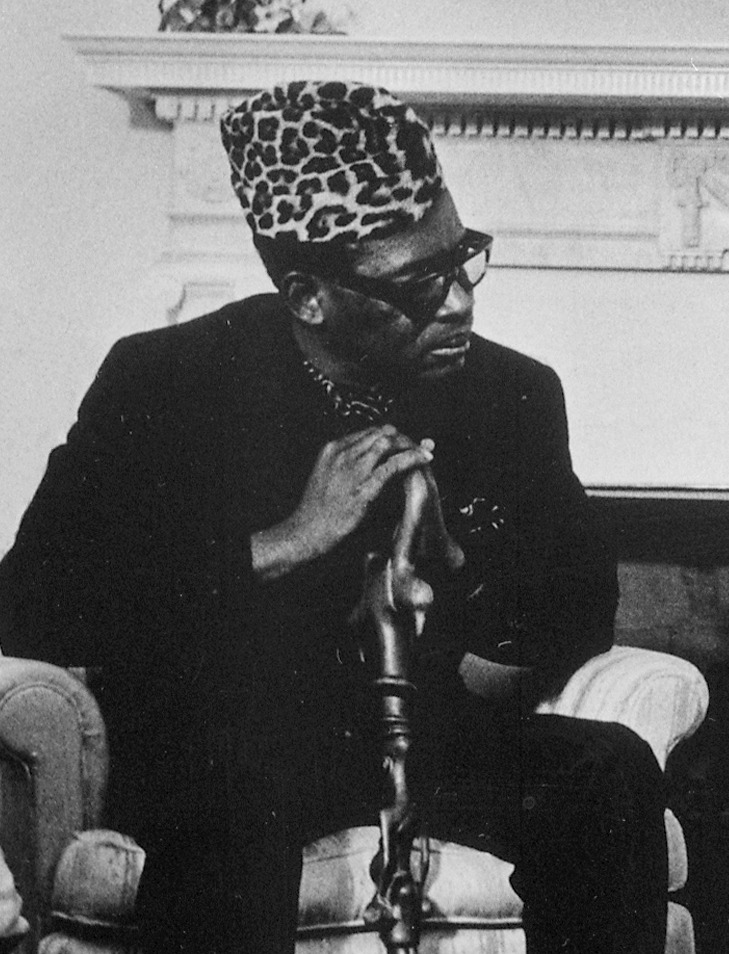
Mobutu gobernador del Zaire.

Desde 1965, Mobutu Sese Seko dominó la vida política de Zaire, cambió la organización del estado en más de una ocasión y tomó el título de "Padre de la Nación". Cualquier discusión de la estructura política del Zaire y sus procesos debía estar fundada en el conocimiento del hombre que dio literalmente al país su nombre.
Mobutu se refirió con frecuencia a su origen humilde como el hijo de un cocinero y del afamado tío de su padre, un guerrero de la aldea de Gbadolite. Además de su nombre oficial, Mobutu tomó también el nombre de su tío abuelo, Sese Seko Nkuku wa za Banga, el «guerrero que todo lo conquista, que va de triunfo en triunfo». Cuando, bajo la «política de autenticidad» de comienzos de los años setenta, se obligó a los zaireños a adoptar los nombres «auténticos», Mobutu dejó de llamarse Joseph-Désiré Mobutu y se cambió el nombre en varias ocasiones, como Mobutu Sese Seko Nkuku Ngbendu wa Za Banga y, más comúnmente, Mobutu Sese Seko.
Mobutu, que había completado sus cuatro años de escuela primaria en Léopoldville, tardó siete años más en alcanzar el nivel secundario, en diferentes escuelas. Tuvo frecuentes conflictos con los misioneros católicos que le educaron y, en 1950, a los diecinueve años, fue expulsado definitivamente. Estuvo unos siete años reclutado en la Force Publique. 
El servicio militar fue crucial en la formación de la carrera de Mobutu. A diferencia de muchos reclutas, él hablaba perfectamente el francés y rápidamente obtuvo un trabajo de oficina. En noviembre de 1950, fue enviado a la escuela de suboficiales, donde conoció a muchos miembros de la generación militar que asumieron el control del ejército después de la salida de los oficiales belgas en 1960. Cuando se retiró, en 1956, Mobutu, había subido al rango de sargento mayor, el rango más alto del ejército congoleño; también había comenzado a escribir artículos periodísticos bajo un seudónimo. 
Mobutu volvió a la vida civil cuando la descolonización comenzaba a parecer posible. Sus artículos periodísticos habían atraído la atención de Pierre Davister, un redactor belga del periódico de Léopoldville The Future. En aquel entonces, un patrocinador europeo era de enorme importancia para un congoleño ambicioso; bajo la tutela de Davister, Mobutu llegó a ser un escritor de editoriales para el nuevo semanario africano Actualités Africaines. Davister le proporcionó luego valiosos servicios dando favorables influencias al régimen de Mobutu como redactor de su propia revista belga, Spécial.
Mobutu adquirió así fama entre la emergente élite africana de Léopoldville. Pero el acceso a una buena posición en la sociedad colonial quedaba cerrado sin el total reconocimiento y la aprobación por la Iglesia católica. Se le negó este reconocimiento y Mobutu rechazó a la Iglesia. 
Entre 1959 y 1960, el joven congoleño, políticamente ambicioso, estuvo ocupado tramando sus relaciones políticas. La residencia en Bélgica previno a Mobutu del camino de muchos de sus paisanos, que tramaban sus clientelas étnico-regionales. Pero su enfoque habría sido poco prometedor en cualquier caso, pues Ngbandi era una comunidad pequeña y periférica, con Ngala (inmigrantes lingala-parlantes en Léopoldville) y solo figuras tales como Jean Bolikango fueron adversarios potenciales. Mobutu siguió otra ruta, entre los diplomáticos belgas, espías, y los interesados financieros que buscaban clientes entre los estudiantes e inmigrantes congoleños en Bruselas. 
Crucialmente, Mobutu también había encontrado a Patrice Lumumba, en su último viaje a Bruselas. Se alió con Lumumba (cuya pasada educación, como la de Mobutu, les inclinó al anticlericalismo), cuando el Movimiento Nacional congoleño (Mouvement Congolais Nacional - MNC) se escindió en dos alas identificadas, respectivamente, con Lumumba y Albert Kalonji. A principios de 1960, Mobutu había sido nombrado jefe de la oficina del MNC-Lumumba en Bruselas. Asistió a la Mesa Redonda de la Conferencia de la independencia en Bruselas, en enero de 1960, y volvió a Zaire solo tres semanas antes de Día de Independencia, el 30 de junio. Cuándo el ejército se amotinó contra sus oficiales belgas, Mobutu fue una elección lógica para ayudar a llenar el vacío. Lumumba, fue elegido primer ministro en mayo de 1960, nombrando como comandante en jefe a un miembro de su propia etnia, el Vencedor Lundula, pero Mobutu fue a las elecciones como jefe de gabinete de Lumumba.
Durante el período crucial de julio-agosto de 1960, Mobutu organizó "su" ejército nacional canalizando la ayudas extranjeras a las unidades leales, enviando a las unidades menos fieles a zonas remotas, y absorbiendo o dispersando a los militares rivales. Él atrajo a los oficiales controlando su promoción y el flujo de dinero de las nóminas. Lundula, más viejo y menos competitivo, hizo aparentemente poco para protegerse de Mobutu. 
Después que el presidente Joseph Kasavubu destituyera a Lumumba, el 5 de septiembre, y cuando Lumumba intentaba bloquear esta acción en el parlamento, Mobutu preparó su primer golpe, el 14 de septiembre. Con su propia autoridad (pero con el apoyo de Estados Unidos), instauró un gobierno provisional, el llamado "Colegio de comisarios", compuesto principalmente por estudiantes de universidad y graduados, que reemplazó al parlamento durante seis meses en 1960-1961. 

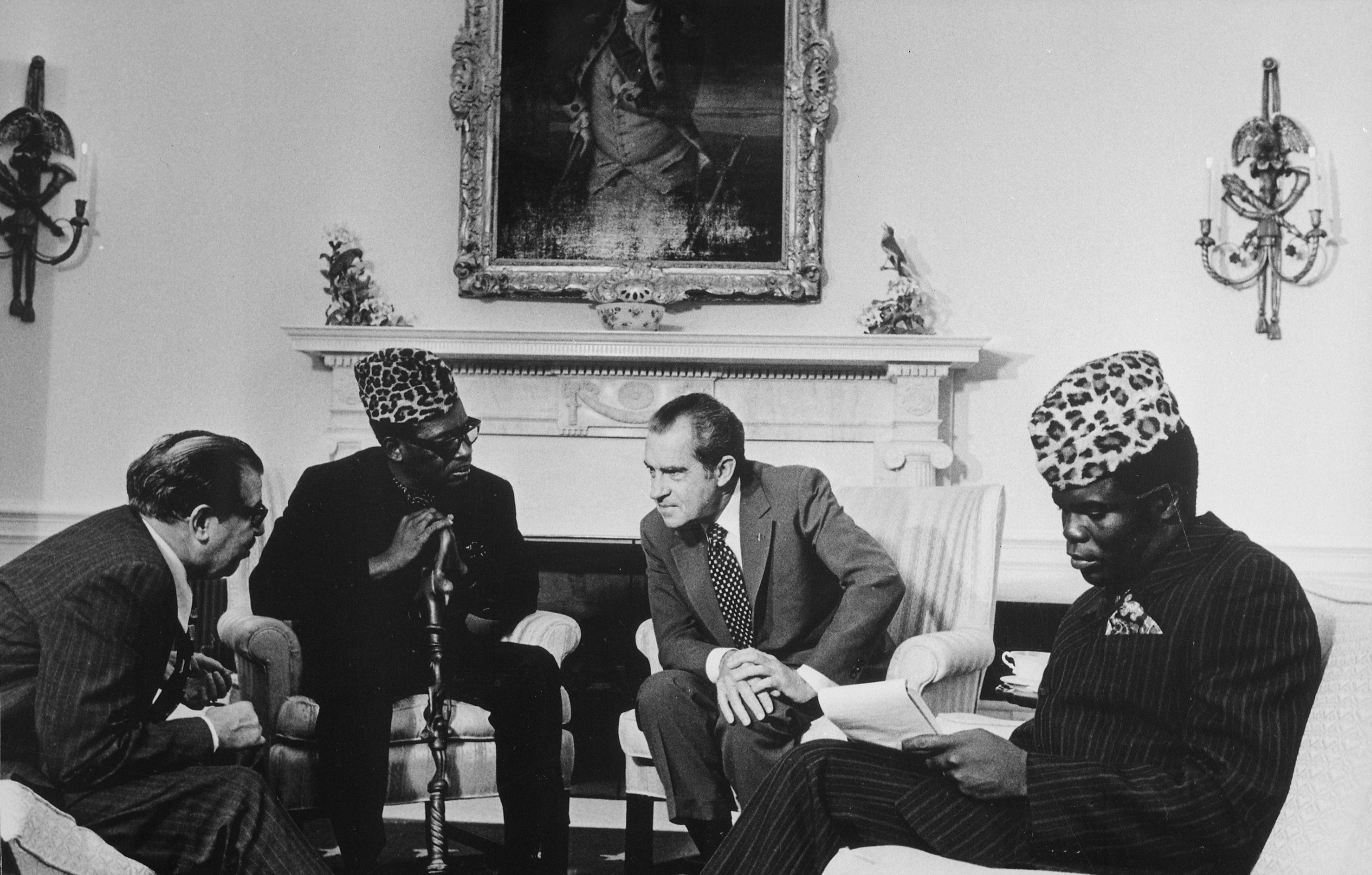
Mobutu reunido con Nixon.

Durante los siguientes cuatro años, como los débiles gobiernos civiles subieron y cayeron en Léopoldville, el verdadero poder fue detentado, entre bastidores, por el "el Grupo de Binza", un grupo de partidarios de Mobutu, así denominados por el próspero suburbio donde vivían sus miembros. 
Cuando en 1965, como en 1960, la división del poder entre presidente y primer ministro llegó a un punto muerto y amenazaba la estabilidad del país, Mobutu, otra vez tomó el poder (también con apoyo de Estados Unidos). Sin embargo, a diferencia de la primera vez, Mobutu asumió la presidencia, no quedándose entre bastidores. 
Mobutu Sese Seko en los años sesenta en una tentativa de regeneración política, emprendió la tarea de lanzar un movimiento de base más amplia, un movimiento que, en palabras de Mobutu, "será animado por el mismo Jefe del Estado, y del que el CVR ya no será en absoluto el embrión".

### La búsqueda de la legitimidad
Por el año 1967, Mobutu había consolidado su liderazgo y avanzaba para dar al país una nueva constitución y un partido único. La nueva constitución fue sometida a referéndum popular en junio de 1967, y aprobada con el 98 % de votos. Ahora el poder ejecutivo estaba centralizado en el presidente, que sería jefe de Estado, la cabeza del gobierno, el comandante en jefe de las fuerzas armadas y la policía, y el encargado de la política exterior. El presidente podía designar y despedir a los miembros del gabinete y determinar sus áreas de responsabilidad. Los ministros, como jefes de sus departamentos respectivos, tuvieron que ejecutar los programas y decisiones del presidente. El presidente también tenía el poder de designar y despedir a los gobernadores de las provincias y los jueces de todos tribunales, inclusive del Tribunal Supremo. 
El parlamento bicameral fue reemplazado por un cuerpo legislativo unicameral, llamado la Asamblea Nacional. Los gobernadores de provincias ya no eran elegidos por las asambleas provinciales, sino designados por el gobierno central. El presidente tenía el poder de publicar las regulaciones autónomas en asuntos que, de otra manera, pertenecerían al dominio de los legisladores, sin el prejuicio a otras provisiones de la constitución. Bajo ciertas condiciones, el presidente estaba autorizado a gobernar mediante órdenes ejecutivas, que tenían el valor de leyes.
Pero el cambio más importante fue la creación del Movimiento Popular de la Revolución Mouvement Populaire de la Révolution (MPR), el 17 de abril de 1967, marcando el inicio de la "nación políticamente organizada". Antes que ser la emanación del Estado, el Estado, de ahora en adelante, era definido como la emanación del partido. Así, en octubre de 1967 partido y responsabilidades administrativas fueron unidas en una sola estructura, con lo que se extendió automáticamente el papel del partido a todos los órganos administrativos en los niveles centrales y provinciales, así como a los sindicatos, los movimientos de la juventud y las organizaciones de estudiantes. En resumen, el MPR había llegado a ser el único vehículo legítimo para tomar parte en la vida política del país. O, como un funcionario lo expuso, "el MPR debe ser considerado como una Iglesia y su fundador como su Mesías". 
La base doctrinal fue proclamada poco después de su nacimiento, en la forma de Manifiesto de N'Sele (denominada así porque salió de la residencia rural del presidente, en N'Sele, sesenta kilómetros río arriba de Kinsasa) se hizo público en mayo de 1967. El nacionalismo, la revolución, y la autenticidad fueron identificados como los ejes principales de lo que llegó a ser conocido como "Mobutismo". El nacionalismo implicaba el logro de la independencia económica. La revolución, descrita como "la revolución sinceramente nacional, esencialmente pragmática" significaba "el repudio, tanto del capitalismo, como el comunismo". "Ni de derechas ni de izquierdas" así llegó a ser uno de los lemas que proclamaba el régimen, junto con el de "autenticidad". 
El concepto de la "autenticidad" provenía del MPR, cuya doctrina profesaba el "auténtico nacionalismo zaireño y la condenación del regionalismo y el tribalismo". Mobutu lo definió como consciente de una personalidad propia y valores propios de una cultura zaireña. De acuerdo con los dictados de "autenticidad", el nombre del país fue cambiado a la República de Zaire, en octubre de 1971, y las fuerzas armadas a Fuerzas Armadas Zaireñas Forces Armées Zaïroises (FAZ). Esta decisión fue curiosa, dado que el nombre Congo, que refería al río Congo y al Imperio antiguo de Congo, eran las "auténticas" raíces fundamentales, mientras Zaire y otras precoloniales africanas eran una corrupción portuguesa de otra palabra africana, Nzere (del "río", Nzadi o Nzere, "el río que traga todos los ríos", otro nombre del río Congo).
El General Mobutu, como Mobutu Sese Seko, forzó a todos sus ciudadanos a adoptar nombres africanos y muchas ciudades también fueron renombradas. Algunas de las conversiones fueron:
- Léopoldville se convirtió en Kinsasa
- Stanleyville se convirtió en Kisangani
- Élisabethville se convirtió en Lubumbashi
- Jadotville se convirtió en Likasi
- Albertville se convirtió en Kalemie

Además, fue introducido el zaïre como nueva moneda nacional para reemplazar al franco; 100 makuta (likuta en singular) equivalían a un zaïre; el likuta fue dividido también en 100 sengi. Sin embargo este valía muy poco, así que la moneda más pequeña fue la de 10 sengi. Como resultado, fue una práctica muy extendida escribir las cantidades de dinero con tres ceros decimales, aún después de que la inflación hubiera desvalorizado mucho la moneda. Otros cambios geográficos de nombre ya habían sucedido entre 1966 y 1971. La adopción de nombres zaireños, en sustitución del occidental o cristiano, en 1972, y el abandono de vestido occidental a favor del abacost fueron promovidos como expresiones de la "autenticidad". 
Mobutu promovió la "autenticidad" como el reclamo más fuerte de su original filosofía. Hasta implicando un rechazo de la modernidad, quizás la autenticidad es vista mejor como un esfuerzo de reconciliar los recuerdos de la cultura tradicional de Zaire con las exigencias de la modernización. Sin embargo, cómo se podría alcanzar esta síntesis, exactamente, quedó poco claro. Lo que está fuera de duda es el esfuerzo de Mobutu de utilizar el concepto de autenticidad para justificar su propio liderazgo. Como él mismo indicó, "en nuestra tradición africana nunca hay dos jefes... por eso, nosotros los congoleños, en el deseo de conformarnos con las tradiciones de nuestro continente, hemos resuelto agrupar todas las energías de los ciudadanos de nuestro país bajo la bandera de un solo partido nacional". 
Los críticos del régimen rápidamente fueron indicando los defectos del Mobutismo como una fórmula que legitimaba con detalle sus cualidades de autoservicio y vaguedad inherentes; sin embargo, el centro de formación ideológica de MPR, el Instituto de Makanda Kabobi, tomó su gran tarea asignada de propagar por la tierra "las enseñanzas del Fundador-Presidente, que debe ser dado y debe ser interpretado del mismo modo a través del país". Los miembros del MPR, la Oficina Política, fueron confiados con la responsabilidad de ser "los depositarios y garantes de Mobutismo". 
Aparte de los méritos o debilidades del Mobutismo, el MPR diseñó parte de su legitimidad tomada del modo del actuar de los partidos de masas que habían nacido en África en los años sesenta, un modelo que había sido también una fuente de inspiración para el MNC-Lumumba. Fue esta herencia de Lumumbismo la que MPR trató de apropiar en su esfuerzo de movilizar las masas de Zaire detrás de su fundador-presidente. Enlazada íntimamente con la doctrina de Mobutismo era la visión de un todo abarcador que llevara el corazón del partido a todos los sectores de la nación.

### Expansión autoritaria
El concepto de "nación organizada políticamente", en realidad implicó una expansión mayor del control del Estado sobre la sociedad civil. Significó, para empezar, la constitución de asociaciones de grupos de juventud y organizaciones de trabajadores desde la matriz del MPR. En julio de 1967, la Oficina Política anunció la creación de las Juventudes del Movimiento Popular de la Revolución Jeunesse du Mouvement Populaire de la Révolution (JMPR), surgida un mes antes de la Unión Nacional de Trabajadores Zaireños Unión Nationale des Travailleurs Zaïrois (UNTZA), que reunió en una sola estructura la organización de tres sindicatos preexistentes. Aparentemente, el objetivo de la fusión, en los términos del Manifiesto de N'Sele, fue el de transformar el papel de los sindicatos de "solamente una fuerza de confrontación" en "un órgano de apoyo a la política", previendo así una conexión de comunicación entre la clase obrera y el Estado. Semejantemente, el JMPR debería actuar como una gran conexión entre la población estudiantil y el Estado. En la realidad, el gobierno intentaba tener bajo su control esos sectores, donde quizás se concentraría la oposición al régimen. Designando a líderes claves del trabajo y la juventud del MPR, la Oficina Política, el régimen esperaba vincular las fuerzas sindicales y estudiantiles a la maquinaria del estado. No obstante, como han indicado numerosos observadores, no hay la menor evidencia de que se consiguiera movilizar apoyos al régimen más allá del nivel más superficial. 
La tendencia hacia la captación de sectores sociales claves continuó en los años siguientes; finalmente, fueron atraídas bajo el control del partido las asociaciones de mujeres y la prensa; en diciembre de 1971 Mobutu avanzó para menoscabar el poder de las Iglesias. Desde entonces, solo tres Iglesias fueron reconocidas: la Iglesia de Cristo en Zaire (L'Église du Cristo Au Zaïre), la Iglesia de Kimbanguist, y la Iglesia católica. La nacionalización de las universidades de Kinsasa y Kisangani, emparejada con la insistencia de Mobutu en prohibir todos los nombres de pila cristianos y establecer las secciones de JMPR en todos los seminarios, provocaron el conflicto entre la Iglesia católica y el Estado. Hasta que en 1975, después de la gran presión de la Santa Sede, el régimen acuerda reducir sus ataques a la Iglesia católica y devolver el control de los sistemas escolares de la Iglesia. Mientras tanto, de acuerdo con una ley de diciembre de 1971, que permitió al estado disolver "cualquier Iglesia o la secta que alterase o amenazase alterar el orden público", las sectas religiosas no reconocidas fueron disueltas y sus líderes encarcelados. 
Mobutu también tuvo cuidado en suprimir todas las instituciones que podrían movilizar lealtades étnicas. Declaradamente opuesto a la etnia como base para la afiliación política, proscribió tales asociaciones étnicas, como la Asociación de Hermanos de Lulua Association des Lulua Frères, que había sido organizado en Kasaï, en 1953, como reacción a la creciente influencia política y económica en Kasaï de las personas rivales de Luba; y la de lya de Liboke Bangala (literalmente, "un lío de Bangala"), una asociación formada en los años cincuenta para representar los intereses de oradores de Lingala en las grandes ciudades. Mobutu ayudó a que la afiliación étnica fuera enturbiada en la mente del público. No obstante, como el descontento surgió, las tensiones étnicas resurgieron. 
En paralelo a los esfuerzos del Estado para controlar todos los brotes autónomos del poder, fueron introducidas entre 1967 y 1973, importantes reformas administrativas para reforzar a las autoridades centrales en las provincias. El objetivo central de la reforma fue de abolir los gobiernos provinciales y remplazarlos por funcionarios del Estado designados en Kinsasa. El principio de centralización fue extendido más aún, a distritos y territorios, cada uno dirigido por administradores designados por el gobierno central en 1970. Las únicas unidades del gobierno que retuvieron un grado justo de autonomía, aunque por poco tiempo, fueron las llamadas entidades locales. El sistema unitario y centralizado del Estado tenía gran semejanza con su antecedente colonial, y en julio de 1972, las provincias fueron llamadas regiones. 
Con la reforma de enero de 1973, se dio otro gran paso hacia la mayor centralización. El objetivo, en esencia, fue crear una completa fusión de jerarquías políticas y administrativas haciendo jefe de cada unidad administrativa al presidente del comité local del partido. Además, otra consecuencia de la reforma fue reducir grandemente el poder de las autoridades tradicionales de nivel local. Los derechos hereditarios a puestos de autoridad ya no se reconocían; en vez de eso, todos los jefes tenían que ser designados, para ser controlados por el Estado, vía la jerarquía administrativa. Para entonces, el proceso de centralización había eliminado teóricamente todos los centros preexistentes de autonomía local. 
La analogía con el estado colonial llegó a ser aún mayor si tenemos en cuenta la introducción, en 1973, del "trabajo cívico obligatorio" (conocido como Salongo, del término de Lingala para el trabajo), en la forma de una tarde semanal del trabajo obligatorio en tareas agrícolas y proyectos de desarrollo. Oficialmente descrito como una tentativa revolucionaria de volver a los valores del comunalismo y solidaridad inherentes a la sociedad tradicional, el Salongo fue ideado para movilizar a la población en el desempeño del trabajo colectivo "con entusiasmo y sin limitación". Pero, en realidad, el Salongo fue un trabajo forzado. La falta visible del entusiasmo popular para el Salongo llevó a la resistencia, causando que muchos administradores locales no se dieran por aludidos. Aunque las penas por desobedecer eran de un mes a seis meses en la cárcel, al final de la década de los setenta la mayoría de los zaireños habían evitado cumplir sus obligaciones de Salongo. Resucitando una de las principales características del estado colonial, amargamente recordadas, el trabajo cívico obligatorio contribuyó, considerablemente, a sufrir una erosión de legitimidad para el Estado mobutista.

### Zairinización
La paz y la estabilidad relativas prevalecieron hasta que en 1977 y 1978 rebeldes de Katanga, con bases en Angola, lanzaron una serie de incursiones en Shaba, en la región de Katanga. Los rebeldes fueron expulsados con ayuda de soldados paracaidistas belgas. 
Durante los años ochenta, Zaire era un Estado de partido único. Aunque Mobutu mantuviera con éxito el control durante este período, los partidos de la oposición, sobre todo la Union pour la Démocratie et le Progrès Social (UDPS), fueron muy activos. Las tentativas de Mobutu para acabar con estos grupos provocaron una gran crítica internacional. 
Cuando la Guerra Fría llegó a su fin, las presiones internas y externas a Mobutu aumentaron. A finales de 1989 y principios de 1990, Mobutu fue debilitado por una serie de protestas locales, por la creciente crítica internacional, por las prácticas de régimen contra los derechos humanos, una economía vacilante, por la corrupción del gobierno, y sobre todo por la malversación masiva de los fondos de gobierno para uso personal. 
En mayo de 1990, Mobutu, acordó el inicio de un sistema multi-partidario con elecciones y una constitución. Cuando los detalles de una parte de la reforma se demoraron, los soldados comenzaron a saquear Kinsasa, en septiembre de 1991, en protesta del impago de sus sueldos. Dos mil soldados franceses y belgas, algunos de ellos transportados por la Fuerza aérea de EE. UU., evacuaron de Kinsasa a los 20 000 ciudadanos extranjeros puestos en peligro. 
En 1992, después de varias tentativas previas similares, fue preparada la Conferencia Nacional Soberana, largamente prometida, reuniendo a más de 2000 representantes de varios partidos. La conferencia se dio un mandato legislativo, siendo elegido el arzobispo Laurent Monsengwo como su presidente, junto con Etienne Tshisekedi wa Mulumba, el líder del UDPS, como primer ministro. A finales de año, Mobutu había creado un gobierno rival con su propio primer ministro. El punto muerto resultante condujo a un arreglo, con la fusión de los dos gobiernos en un Gran Consejo de la República - Parlamento de Transición (HCR-PT), en 1994, con Mobutu como jefe de Estado y Kengo wa Dondo como primer ministro; y aunque las elecciones presidenciales y legislativas fueron planificadas varias veces durante los dos años siguientes, nunca se convocaron.

### Primera Guerra del Congo
En 1996, las tensiones de la vecina guerra de Ruanda y el genocidio, habían salpicado a Zaire (véase la Historia de Ruanda). A la milicia ruandesa de Hutu, la Fuerza (Interahamwe), que había huido a Ruanda le siguió la ascensión de un gobierno del RPF, que había estado utilizando campamentos para refugiados de Hutu en Zaire oriental como bases para la incursión contra Ruanda. Esta milicia de Hutu se alió con las Fuerzas Armadas de Zaire (FAZ) para lanzar una campaña contra los etnias tutsis congoleñas en Zaire oriental. Después, los tutsis formaron una milicia para defenderse de los ataques enemigos. Cuando el gobierno de Zaire comenzó a agravar las masacres, en noviembre de 1996, las milicias Tutsi se alzaron en rebelión contra Mobutu lo que llegaría a ser conocido como la "Primera Guerra del Congo". 
A la milicia Tutsi se unieron varios grupos de la oposición y fue apoyada por varios países, incluso por Ruanda y Uganda. Esta coalición, dirigida por Laurent-Désiré Kabila, llegó a ser conocida como la Alianza de las fuerzas democráticas para la liberación del Congo-Zaire (Alliance des Forces Démocratiques pour la Libération du Congo-Zaïre o AFDL). La AFDL buscaba expulsar a Mobutu, con grandes victorias contra su ejército en 1997. Tras el fracaso de las negociaciones por la paz entre Mobutu y Kabila en mayo de 1997, Mobutu huyó del país, y Kabila marchó sin oposición a Kinsasa el 20 de mayo de 1997. Se nombró a Kabila como presidente, que consolidó su poder junto al AFDL, y volvió a nombrarse al país República Democrática del Congo.